# Hořešovičky
Hořešovičky település Csehországban, a Kladnói járásban. Hořešovičky Úherce, Žerotín, Klobuky, Hořešovice, Zichovec és Bílichov településekkel határos. Lakosainak száma 137 fő (2024. január 1.).

## Népesség
A település lakosságának változását az alábbi diagram mutatja:
| Lakosok száma | 279  | 260  | 297  | 167  | 156  | 115  | 130  | 137  | 135  | 137  |
|               | 1869 | 1890 | 1921 | 1950 | 1980 | 2001 | 2017 | 2019 | 2022 | 2024 |